# Compactheidsstelling van Gromov
In de Riemann-meetkunde, een deelgebied van de wiskunde, bewijst de compactheidsstelling van Gromov dat de verzameling van Riemann-variëteiten van een gegeven dimensie, met Ricci-kromming ≥ c en diameter ≤ D relatief compact is in de Gromov-Hausdorff-metriek. De stelling werd bewezen door de Frans-Russisch wiskundige Michail Gromov. 
Deze stelling is een veralgemening van de stelling van Myers.